# Toumany Coulibaly
Pour les articles homonymes, voir Coulibaly.
Toumany Coulibaly (né le 6 janvier 1988 à Montreuil) est un athlète français, spécialiste du 400 mètres.

## Biographie

### Enfance
Il est le cinquième d'une famille de 18 enfants. 
Vivant d'abord à Ris-Orangis dans l'Essonne (91). Toumany Coulibaly est originaire du Mali de par son père, de la ville de Bandiougoula. 

### Parcours sportif
Il remporte la médaille d'argent du 400 m et la médaille d'or du relais 4 × 400 m lors des Jeux de la Francophonie 2013, à Nice.
En février 2015, il remporte le titre de champion de France du 400 m à l'occasion des championnats de France en salle d'Aubière.

#### Palmarès
- Championnats de France d'athlétisme en salle :
  - vainqueur du 400 m en 2015.

#### Records
| Épreuve | Performance | Lieu    | Date           |
| ------- | ----------- | ------- | -------------- |
| 400 m   | 45 s 74     | Castres | 7 juillet 2012 |

### Procédures judiciaires
En avril 2015, Toumany Coulibaly est mis en examen pour une série de cambriolages commis à l'été 2014 dans l'Essonne,.
En novembre 2016, il est interpellé alors qu'il venait à nouveau de cambrioler le supermarché de sa ville. Il est condamné le 13 janvier par le tribunal correctionnel d'Évry à trois ans de prison, dont 20 mois avec sursis, pour cambriolage et tentative de cambriolage.
En avril 2018, il est condamné pour une énième série de cambriolages à 30 mois de prison.
Le 19 février 2019, il est condamné par le tribunal correctionnel d'Évry à 3 ans de prison dont 1 an avec sursis  pour un vol avec violence commis le 27 février 2015. 